# ژولیان مترون
ژولیان مترون (فرانسوی: Julien Maitron‎; ۲۰ فوریهٔ ۱۸۸۱ – ۲۹ اکتبر ۱۹۷۲) دوچرخه‌سوار اهل فرانسه بود.